# Xã Greenfield, Quận Warren, Iowa
Xã Greenfield (tiếng Anh: Greenfield Township) là một xã thuộc quận Warren, tiểu bang Iowa, Hoa Kỳ. Năm 2010, dân số của xã này là 6.407 người.